# Klasyfikacja pism drukarskich Roberta Bringhursta
Klasyfikacja pism drukarskich Roberta Bringhursta – podział pism drukarskich dokonany przez kanadyjskiego typografa Roberta Bringhursta, oparty na analizie form literniczych wynikających ze sposobu prowadzenia płasko ściętego pióra. Klasyfikacja ta obejmuje głównie pisma dziełowe, a więc nie systematyzuje wszystkich znanych wariantów i odmian pism.
Typograf wyróżnił osiem klas pism w oparciu o style historyczno-kulturowe. Są to:
1. pisma renesansowe,
2. pisma barokowe,
3. pisma neoklasycystyczne,
4. pisma romantyczne,
5. pisma realistyczne,
6. pisma modernistyczne geometryczne,
7. pisma modernistyczne liryczne,
8. pisma postmodernistyczne.

Przynależne do tych klas kroje różni grubość kreski, oś kreski, apertura, kształt szeryfów i zwieńczeń liter. Bringhurst zwraca też uwagę na charakter pochyłej odmiany pisma w stosunku do prostej.
Systematyzacja Roberta Bringhursta powstała jako interesująca alternatywa dla powszechnie znanych i stosowanych w Europie norm, takich jak niemiecka DIN 16518.